# 常自牧
常自牧，直隸順天府大興縣人，清朝官员、進士出身。

## 生平
順治二年（1645年）乙酉科順天鄉試，順治三年（1646年），聯登進士，后官至湖南郴州知州。